# Campeonato Mundial de Ciclismo Urbano
O Campeonato Mundial de Ciclismo Urbano é a competição de ciclismo urbano mais importante a nível mundial. É organizado anualmente desde 2017 pela União Ciclista Internacional (UCI), após uma restructuração das disciplinas do Campeonato Mundial de Ciclismo de Montanha e da incorporação ao programa olímpico do ciclismo BMX estilo livre.
Neste campeonato incluíram-se as seguintes disciplinas de ciclismo de montanha e de ciclismo BMX:
- Trials (TRI)[n 1] – masculino 20″, masculino 26″, feminino de 20″/26″ e equipa mista (não incluído na edição de 2021).
- BMX estilo livre – parque (masculino e feminino) e, desde 2019, rua (masculino e feminino).
- Cross-country por eliminação (XCE) – masculino e feminino (realizado só nas duas primeiras edições).

## Edições
align="center"|
| Núm. | Ano  | Sede          | País                   |
| ---- | ---- | ------------- | ---------------------- |
| I    | 2017 | Chengdu       | China                  |
| II   | 2018 | Chengdu       | China                  |
| III  | 2019 | Chengdu       | China                  |
| —    | 2020 | Não realizado | Não realizado          |
| IV   | 2021 | Montpellier   | França                 |
| V    | 2022 | Abu Dabi      | Emirados Árabes Unidos |
| VI   | 2023 | Glasgow       | Reino Unido            |
| VII  | 2024 | Abu Dabi      | Emirados Árabes Unidos |

## Medalheiro histórico
- Atualizado em Montpellier 2021.

| Ordem | País           | Medalha de ouro | Medalha de prata | Medalha de bronze | Total |
| ----- | -------------- | --------------- | ---------------- | ----------------- | ----- |
| 1     | França         | 5               | 5                | 9                 | 19    |
| 2     | Estados Unidos | 5               | 2                | 4                 | 11    |
| 3     | Alemanha       | 4               | 6                | 3                 | 13    |
| 4     | Espanha        | 4               | 4                | 3                 | 11    |
| 5     | Austrália      | 3               | 1                | 2                 | 6     |
| 6     | Áustria        | 3               | 0                | 0                 | 3     |
| 7     | Reino Unido    | 2               | 1                | 3                 | 6     |
| 8     | Suíça          | 1               | 2                | 1                 | 4     |
| 9     | Chéquia        | 1               | 0                | 0                 | 1     |
| 10    | Japão          | 0               | 2                | 1                 | 3     |
| 11    | Suécia         | 0               | 2                | 0                 | 2     |
| 12    | Chile          | 0               | 1                | 0                 | 1     |
| 12    | Costa Rica     | 0               | 1                | 0                 | 1     |
| 12    | Ucrânia        | 0               | 1                | 0                 | 1     |
| 15    | Bélgica        | 0               | 0                | 1                 | 1     |
| 15    | Croácia        | 0               | 0                | 1                 | 1     |
|       | TOTAL          | 28              | 28               | 28                | 84    |